# Rimou
Rimou (en bretó Rivoù, en gal·ló Rimou) és un municipi francès, situat a la regió de Bretanya, al departament d'Ille i Vilaine. L'any 2006 tenia 345 habitants.

## Demografia
| 1962                                       | 1968 | 1975 | 1982 | 1990 | 1999 |
| ------------------------------------------ | ---- | ---- | ---- | ---- | ---- |
| 417                                        | 447  | 415  | 386  | 351  | 305  |
| Des de 1962: població sense dobles comptes |      |      |      |      |      |

## Administració
| Període | Identitat      | Partit |
| ------- | -------------- | ------ |
| 2001-   | Pierre Legrand |        |
| -2008   | Daniel Bourges |        |
| 2008-   | Nicole Paire   |        |